# Júlia Sigmond
Júlia Sigmond (n. 11 iulie 1929, Turda, Cluj, România – d. 23 martie 2020, Piacenza, Italia) a fost o actriță de teatru de păpuși și esperantistă maghiară din România. A fost sora scriitorului și traducătorului István Sigmond.

## Biografie
În 1949 a absolvit Liceul de Stat pentru Fete din Cluj, fostul Liceu Reformat pentru Fete, în prezent Liceul Teoretic „Apáczai Csere János”. În 1950 Sigmond s-a angajat ca funcționară.
În decursul anilor 1959-1984 Júlia Sigmond a fost actriță de păpuși și de pantomimă la Teatrul de Păpuși din Cluj.
Din 1956 a făcut parte din mișcarea esperantistă. În această calitate, a fost premiată de mai multe ori în concursurile de literatură a congreselor internaționale de esperanto. A făcut parte din redacțiile mai multor publicații de esperanto, fiind, de exemplu, redactor-șef al Bazaro și contribuitor al Monate. A publicat mai multe cărți și povestiri scurte în esperanto.
Mi ne estas Mona Lisa („Eu nu sunt Mona Lisa”) i-a adus primul premiu în 2000, la cel de-al 85-lea Congres Mondial de Esperanto din Tel Aviv, concursul de arte frumoase (Belartaj Konkursoj).
De la vârsta de optzeci de ani a locuit în Italia. A fost căsătorită cu scriitorul esperantist Filippo Franceschi. În 2017 a contribuit la revista Nők Lapjába cu propriul său portret.
Júlia Sigmond a decedat la 23 martie 2020, fiind răpusă de boala COVID-19.

## Operă
- Mi ne estas Mona Lisa, 2001, 2nd ed. 2024,  ISBN 9781882251469
- Kiam mi estis la plej feliĉa en la vivo, 2008
- Dialogo; Exit, Cluj-Napoca, 2012
- Dialogo; 2. jav. kiad.; Exit, Cluj-Napoca, 2013
- Sigmond Júlia–Sen Rodin: A libzár és a föld. Négykezes szonáta két hangnemben; ford. Vizi László, Horváth József; Exit, Cluj-Napoca, 2016
- Pistike mesék; Exit, Cluj-Napoca, 2017